# Hartbladige populier
De hartbladige populier (Populus heterophylla) is een plant uit de wilgenfamilie (Salicaceae). Het is een loofboom die van nature voorkomt in het oosten van de Verenigde Staten. Het wordt aangetroffen in bossen met een vochtige bodem. De populier kan 30 m hoog worden. De boom lijkt veel op Populus deltoides, behalve dat de bladeren hartvormig zijn.

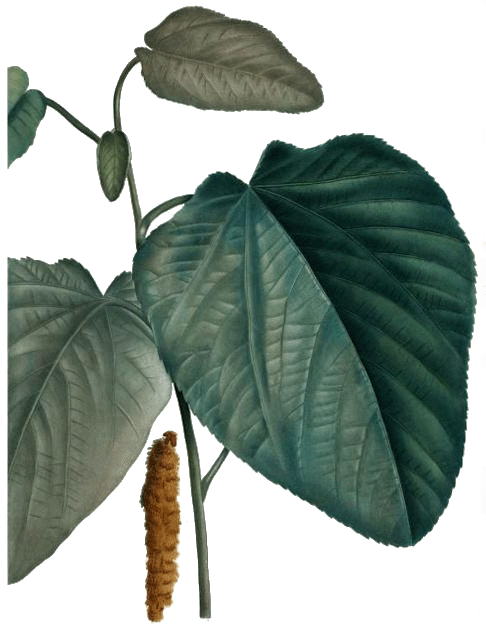
Werk van Pierre-Joseph Redouté (1801-1819)
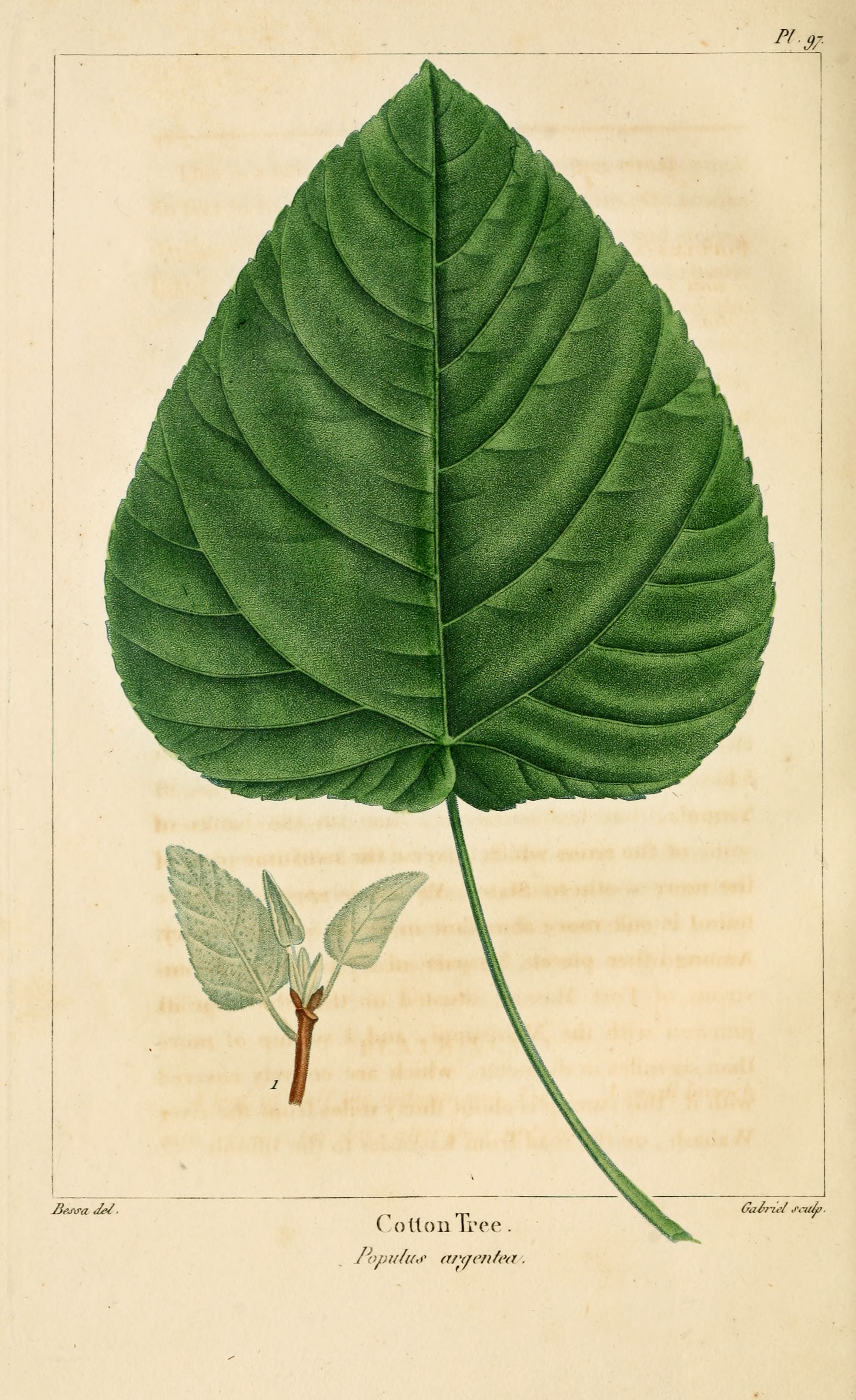
blad uit The North American Sylva
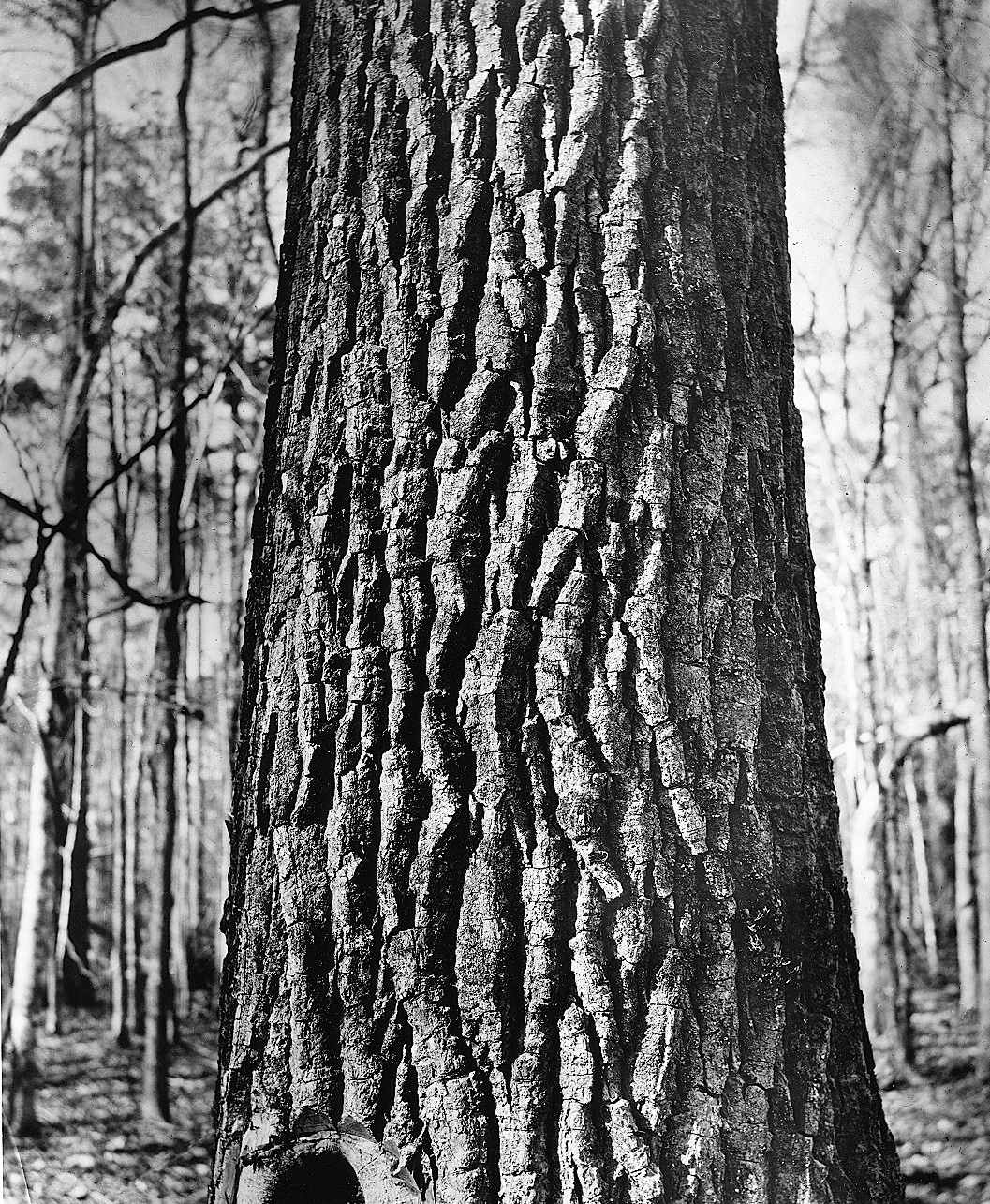
Stam
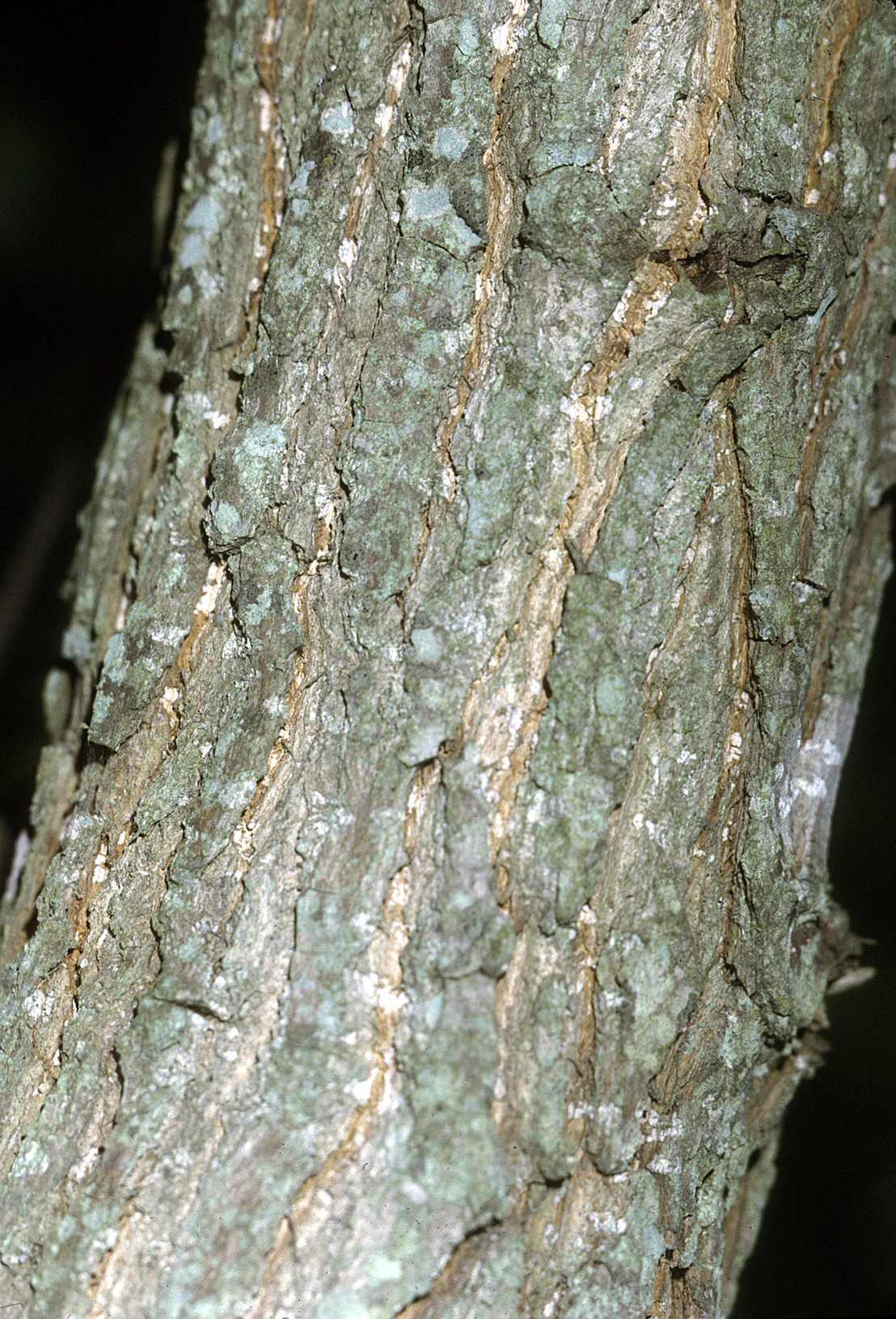
Stam
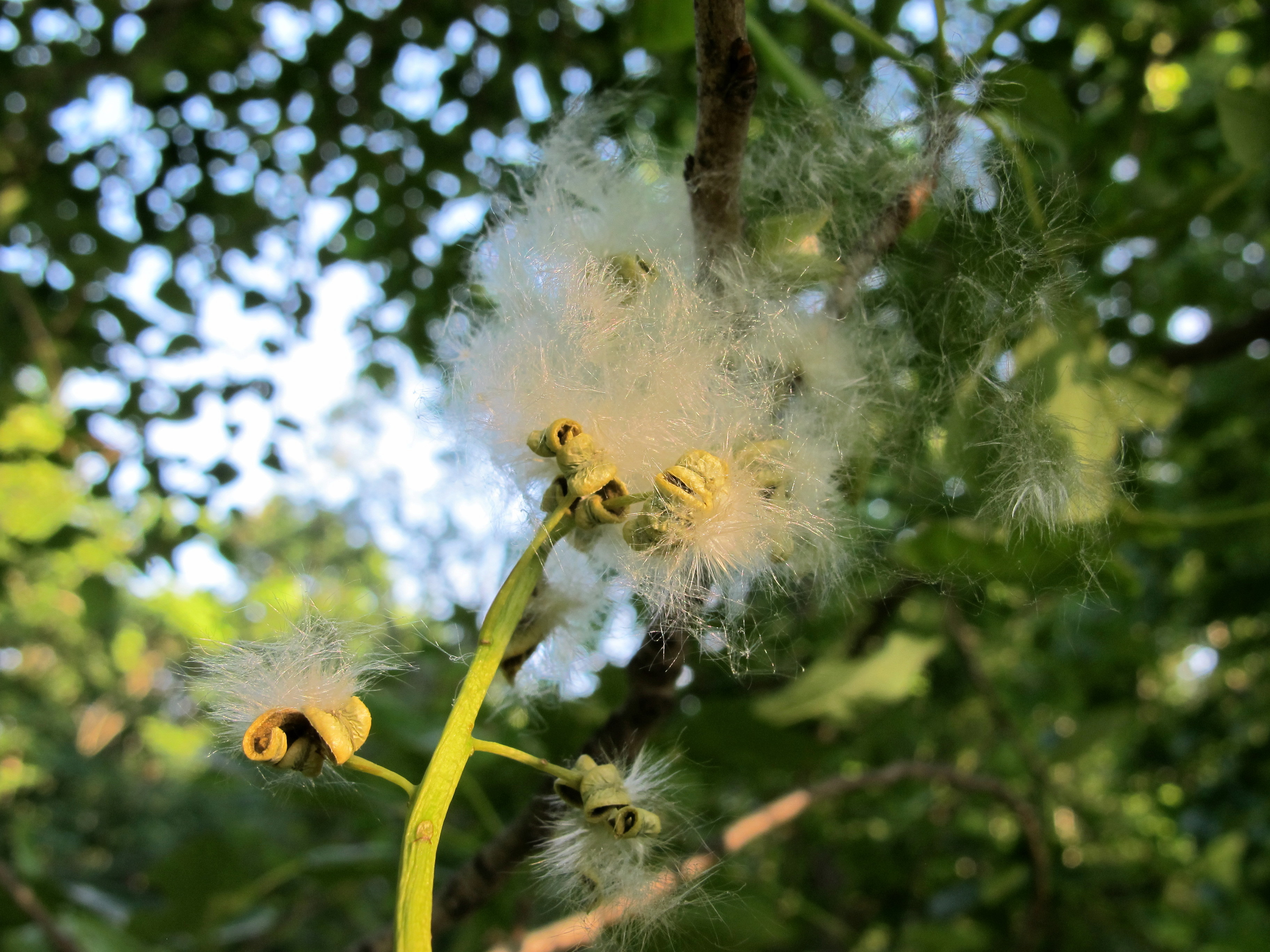
Zaden in de New York Botanical Garden

... ·  
P. ×acuminata · 
P. adenopoda · 
P. afghanica · 
P. alba (Witte abeel) · 
P. angustifolia (Smalbladige populier) · 
P. balsamifera (Ontariopopulier) · 
P. ×berolinensis (Siberische balsempopulier) · 
P. ×canadensis (Canadapopulier) · 
P. candicans · 
P. ×canescens (Grauwe abeel) · 
P. cathayana · 
P. davidiana · 
P. deltoides (Amerikaanse populier) · 
P. euphratica · 
P. fremontii · 
P.  grandidentata (Grofgetande populier) · 
P. guzmanantlensis ·  
P. heterophylla (Hartbladige populier) · 
P. ilicifolia · 
P. ×interamericana (Zwarte balsemhybride) · 
P. ×jackii · 
P. koreana · 
P.  lasiocarpa (Ruwe populier) · 
P. laurifolia (Laurierpopulier) · 
P. maximowiczii (Koreaanse balsempopulier) · 
P. mexicana · 
P. nigra (Zwarte populier) · 
P. nigra var. italica (Italiaanse populier) · 
P. rotundifolia · 
P. sieboldii · 
P. simonii (Chinese balsempopulier) · 
P. suaveolens · 
P. szechuanica · 
P. ×tomentosa ·  
P. tremula (Ratelpopulier) · 
P. tremuloides (Amerikaanse ratelpopulier) · 
P. trichocarpa (Zwarte balsempopulier) · 
P. tristis · 
P. wilsonii (Wilsonpopulier) · 
P. yunnanensis · 
...